# 外商投資企業
外商投资企业是中华人民共和国法律容許境外资本在中国大陆的企业经营类型。
2020年1月前，外商在中国大陆设立的有限公司有三种不同的类型，被统称为“三资企业”，并各自有不同之設立限制，這三種企業分別為中外合資經營企業、中外合作經營企業和外商獨資企業。2020年1月1日实施的《中华人民共和国外商投资法》将上述三种企业的类型统一为外商投资企业，并设置过渡期。